# Virginia Slims of Boston 1975
Il Virginia Slims of Boston 1975 è stato un torneo di tennis giocato sul cemento indoor. È stata la 3ª edizione del torneo, che fa parte del Virginia Slims Circuit 1975. Si è giocato al Case Gymnasium di Boston negli USA dal 3 all'8 marzo 1975.

## Campionesse

### Singolare
Martina Navrátilová ha battuto in finale  Evonne Goolagong Cawley con il punteggio di 6–2, 4–6, 6–3

### Doppio
Rosemary Casals /  Billie Jean King hanno battuto in finale  Chris Evert /  Martina Navrátilová con il punteggio di 6–3, 6–4